# Agrostis concinna
Agrostis concinna é uma espécie de gramínea do gênero Agrostis, pertencente à família Poaceae.